# Пушемское сельское поселение
Пушемское сельское поселение — муниципальное образование в составе Подосиновского района Кировской области России.
Центр — посёлок Пушма.

## История
Пушемское сельское поселение образовано 1 января 2006 года согласно Закону Кировской области от 07.12.2004 № 284-ЗО.

## Население
| 2010 | 2012 | 2013 | 2014 | 2015 | 2016 | 2017 |
| ---- | ---- | ---- | ---- | ---- | ---- | ---- |
| 695  | ↘664 | ↘618 | ↘585 | ↘556 | ↘511 | ↘504 |
| 2018 | 2019 | 2020 | 2021 |      |      |      |
| ↘484 | ↘463 | ↘443 | ↘419 |      |      |      |

## Состав
В поселение входят 2 населённых пункта (население, 2010):
- посёлок Пушма — 335 чел.;
- посёлок Скрябино — 360 чел.